# NGC 295
NGC 295 es una galaxia espiral ubicada en la constelación de Piscis, fue descubierta por el astrónomo británico Ralph Copeland en 1872, tiene una asención recta de 00h 54m 00s y tiene una declinación de -31 32' 32".

## Características
Su velocidad relativa al fondo cósmico de microondas es de 4315 ± 22 km/s , lo que corresponde a una distancia de 208 millones de años luz . NGC 295 exhibe una amplia línea HI y tiene un radio de 21,350 al.

## Identificación de NGC 295

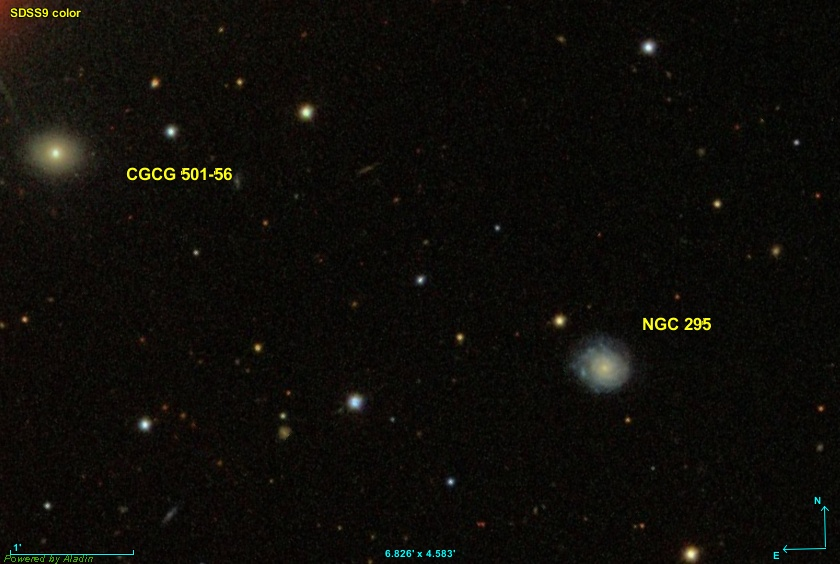
NGC 295 es la galaxia al sureste de CGCG 501-56.

La posición de NGC 295 dada por Copeland es cercana a la galaxia NGC 296, pero una estrella de magnitud aparente de 10.0 al noreste no coincide con la descripción. Por esto varias fuentes consideran que NGC 295 es la galaxia NGC 296 o incluso un objeto perdido. Según Harold Corwin creyó estar observando otra galaxia cercana, por lo que ahora está claro que debió haber observado un par de galaxias y no NGC 296. De hecho, la galaxia que creyó ver cerca es CGCG 501-56.